# Kevin McNulty
Kevin John McNulty (* 8. Dezember 1955 in Penticton, British Columbia, Kanada) ist ein kanadischer Schauspieler. McNulty studierte Schauspielerei und Musik an der Washington State University und ist Absolvent des Studio 58 am Langara College in Vancouver. Er ist mit Susinn McFarlen verheiratet und hat zwei Kinder.

## Filmografie (Auswahl)

### Filme
- 1986: Firefighter (Fernsehfilm)
- 1988: Angeklagt
- 1990: Ein Vogel auf dem Drahtseil
- 1993: Die Schwester in der Todeszelle (Fernsehfilm)
- 1994: Timecop
- 1995: Brutale Exzesse – Skandal in der Navy (Fernsehfilm)
- 1998: Courage – Mut einer Frau (Fernsehfilm)
- 2000: Quarantäne (Fernsehfilm)
- 2003: Stealing Sinatra
- 2005: Supervulkan (Fernsehfilm)
- 2005: Fantastic Four
- 2006: Vulkanausbruch in New York (Fernsehfilm)
- 2007: Fantastic Four: Aufstieg des Silver Surfer
- 2009: Watchmen: Die Wächter
- 2010: Meteor Storm (Fernsehfilm)
- 2015: Fatal Memories (Fernsehfilm)
- 2016: Interrogation – Deine Zeit läuft ab! (Interrogation)
- 2017: Daughter for Sale (Fernsehfilm)

### Serien
- 1987–1991: 21 Jump Street – Tatort Klassenzimmer (6 Folgen)
- 1995: Akte X (Fernsehserie, 3 Folgen)
- 1999: Millennium (3 Folgen)
- 2001: Die einsamen Schützen (1 Folge)
- 2003–2003: Out of Order (Miniserie; 6 Folgen)
- 2005–2008: Robson Arms (17 Folgen)
- 2006: Stargate Atlantis (Folge 2x19 Inferno)
- 2011: Endgame (Episode: Huxley, We Have a Problem)
- 2012–2014: Arctic Air (35 Folgen)
- 2015–2016: The Man in the High Castle (Fernsehserie, zwei Episoden)
- 2016: Travelers – Die Reisenden (Travelers, Fernsehserie, 1 Episode)
- 2017: Murdoch Mysteries (Fernsehserie, 1 Episode)
- 2017: The Magicians (Fernsehserie, 1 Episode)
- 2021: Schmigadoon! (Fernsehserie, 4 Episoden)

## Verweise
- Kevin McNulty bei IMDb

| Personendaten    | Personendaten                            |
| ---------------- | ---------------------------------------- |
| NAME             | McNulty, Kevin                           |
| ALTERNATIVNAMEN  | McNulty, Kevin John (vollständiger Name) |
| KURZBESCHREIBUNG | kanadischer Schauspieler                 |
| GEBURTSDATUM     | 8. Dezember 1955                         |
| GEBURTSORT       | Penticton, British Columbia, Kanada      |